# Misión H2O
Misión H2O es una película de animación 3D venezolana producida por Albatros Producciones, basada en su predecesora, la serie animada llamada Samuel y las cosas.

## Sinopsis
El largometraje relata la historia de Samuel y sus amigos, quienes deberán emprender una aventura para salvar al planeta de los extraterrestres que robaron toda el agua de su comunidad (Buenaventura) liderados por una malvada extraterrestre llamada "M", que intenta impedir la misión de los pequeños, secuestrando a Sara, una de los amigos de Samuel. En tanto, durante la travesía, ellos enseñarán una lección a los habitantes de Buenaventura sobre la importancia del ahorro del agua.

## Reparto
| Personaje                     | Actor/Actriz de voz |
| ----------------------------- | ------------------- |
| Samuel                        | Melanie Henríquez   |
| Sara                          | Melanie Henríquez   |
| Compañeros de clase de Samuel | Melanie Henríquez   |
| Abuelo                        | Manuel Bastos       |
| M                             | Laura de la Uz      |

| Voces adicionales | Germán Anzola | Rafael Monsalve | Lileana Chacón |

## Premios
La película ha sido galardonada con varios premios y una mención, los cuales son:
- Mejor Película, Premio del Jurado; Festicine Kids 21.
- Mejor Guión; Festival Animatiba.
- Mejor Sonido; Festival del Cine Venezolano.
- Mención Honorífica; Roshd Film Festival.